# 정기훈 (영화 감독)
정기훈(1974년 8월 14일~)은 대한민국의 영화 감독, 각본가이다.

## 학력
- 전일고등학교
- 백제예술대학 방송연예과

## 작품 목록
- 1995년 영화 《금홍아 금홍아》 ... 연출부
- 1998년 영화 《약속》 ... 조감독
- 1999년 영화 《세기말》 ... 제작 진행
- 2003년 영화 《와일드 카드》 ... 조감독
- 2008년 영화 《고사: 피의 중간고사》 ... 윤색
- 2009년 영화 《애자》 ... 연출 & 각본
- 2012년 영화 《반창꼬》 ... 연출 & 각본
- 2015년 영화 《열정같은소리하고있네》 ... 연출

## 수상 내역
- 2010 상하이 국제영화제 최우수 신인감독상
- 2008 부산영상위원회 시나리오공모전 최우수상